# 引地秀一郎
引地 秀一郎（ひきじ しゅういちろう、2000年6月3日 - ）は、岡山県岡山市北区出身の元プロ野球選手（投手）。右投右打。

## 経歴

### プロ入り前
岡山市立鯉山小学校1年時から岡山友愛スワローズで一塁手としてプレーし、5年時からは岡山庭瀬シャークスで投手兼遊撃手としてプレー。小学生時代には浅野智治が代表を務める野球塾に通っていた。岡山市立高松中学校では軟式野球部に所属し、全国大会出場を果たした。
倉敷商業高校へ入学後、1年春からベンチ入りを果たし、1年夏の岡山県大会準決勝玉野光南高校戦に先発し146km/hを計測するも敗れた。1年秋からエースナンバーを背負うも、高校3年の夏は岡山県大会準決勝で創志学園高校の西純矢と投げ合ったが敗れる。高校での最速は151km/h。3年間で甲子園出場はなし。
2018年10月25日に行われたドラフト会議では、東北楽天ゴールデンイーグルスから3位指名を受け、11月12日に契約金5000万円、年俸600万円で契約した。背番号は39。

### 楽天時代
2019年はイースタン・リーグ10試合に登板し、1勝3敗、防御率10.01という成績だった。
2020年はイースタン・リーグ8試合に登板し、1勝0敗1セーブ、防御率1.50という成績だった。
2021年は右肘を手術した影響で二軍でも登板がなかった。10月26日に球団より戦力外通告を受け、12月9日に育成選手として再契約した。背番号は004に変更された。
2022年は、イースタン・リーグで8試合に登板し、1勝3敗、防御率6.86を記録した。
2023年は、イースタン・リーグ11試合の登板で、1勝2敗、防御率6.43の成績で、10月11日に戦力外通告を受けた。その後、12球団合同トライアウトに参加した。

### 楽天退団後
11月23日、同じく楽天退団となった髙田萌生、福森耀真と共に、地元・岡山県の社会人野球クラブチームのショウワコーポレーションへの入団が発表された。監督の亀澤恭平からは「岡山の一番星を目指して、地元で再起を図ってほしい」と期待を込められている。

## プレースタイル・人物
最速151km/hの速球、カーブ、スプリット、スライダー、シュートを投げる。
飛行機に乗るのを苦手としている。

## 詳細情報

### 年度別投手成績
- 一軍公式戦出場なし

### 背番号
- 39（2019年[6] - 2021年）
- 004（2022年[13] - 2023年）